# Frederik Vilhelm Frisenette
Frederik Vilhelm Frisenette, född 10 september 1808 på Bækkeskov, död 23 november 1880, var en dansk trädgårdsmästare.
Frisenette, som var son till trädgårdsmästare Joh. Chr. Frisenette och Maria Andersen, gick i trädgårdslära hos handelsträdgårdsmästare Joh. Danckert i Köpenhamn och i Rosenborgs slottsträdgård. Som medhjälpare i Botanisk Have åhörde han föreläsningar av Jens Wilken Hornemann och Joakim Frederik Schouw och avlade såväl allmän som botanisk trädgårdsexamen. Efter en längre resa i Tyskland, Österrike och Nederländerna ägnade han sig några år åt trädgårdsskötsel och -anläggande, tills han 1838 anställdes som trädgårdsmästare i Haveselskabets trädgård i Frederiksberg Allé. Han innehade denna post till 1843, då han köpte en handelsträdgård på Gammel Kongevej. Han verkade särskilt för trädgårdsutställningar och var inte bara en ivrig deltagare i de utställningar Haveselskabet anordnade, utan höll även själv mindre utställningar av blommor och köksväxter.